# Centro Universitário de Telêmaco Borba
O Centro Universitário de Telêmaco Borba (UNIFATEB) é uma instituição privada de ensino superior, localizada em Telêmaco Borba, no Paraná.

## História

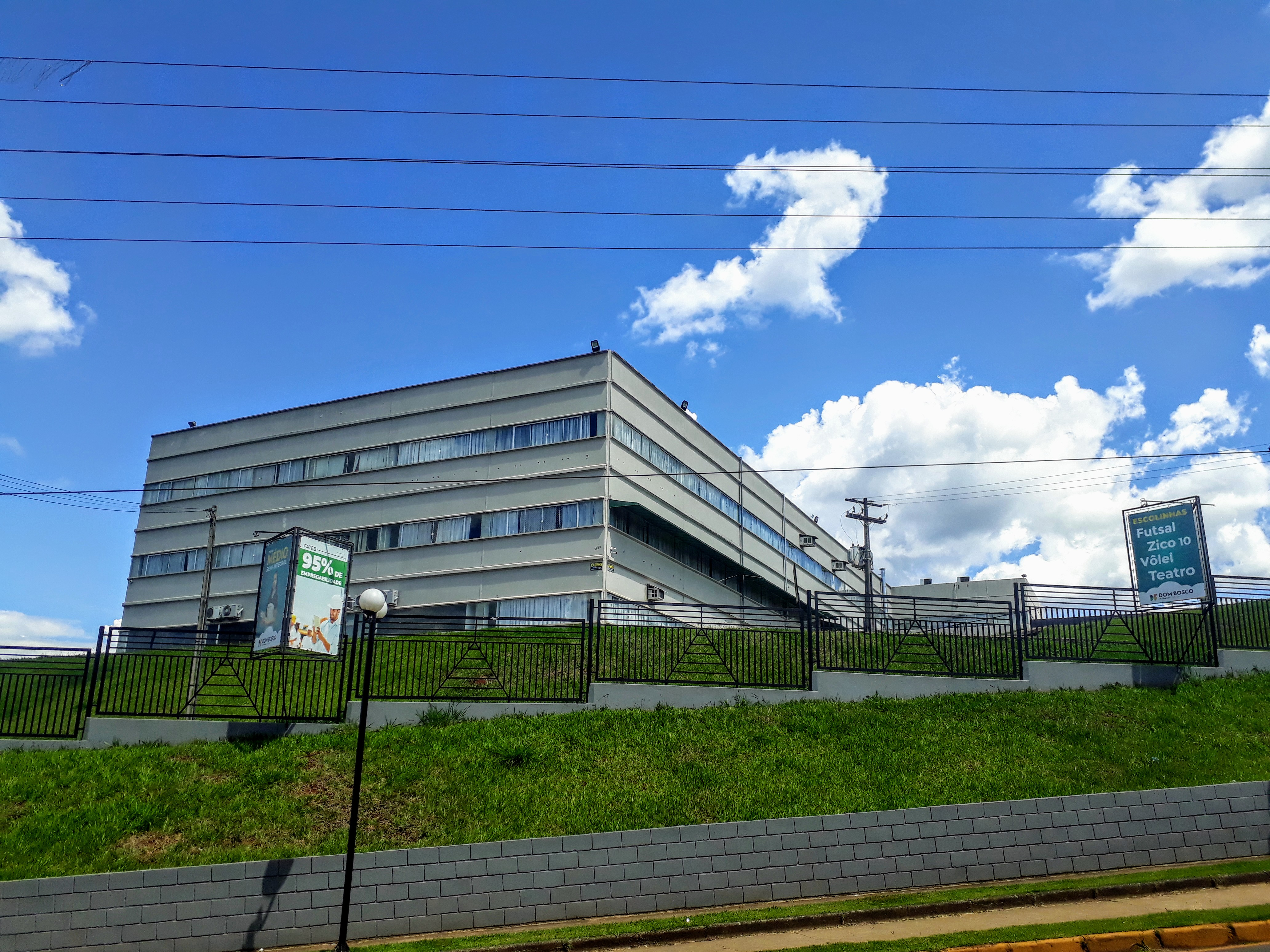
Campus da Faculdade de Telêmaco Borba.

A UNIFATEB foi idealizada pelo professor Wilson José Tim Pontara, que averiguou a necessidade de mercado para a implantação de uma Instituição de Ensino Superior (IES) em Telêmaco Borba.
Desde outubro de 1997 (quando surgiu a ideia) até 20 de dezembro de 2000, data em que foi oficialmente instalada na cidade, já com as inscrições para o Vestibular 2001, muitos foram os trabalhos desenvolvidos por Tim Pontara e sua equipe.

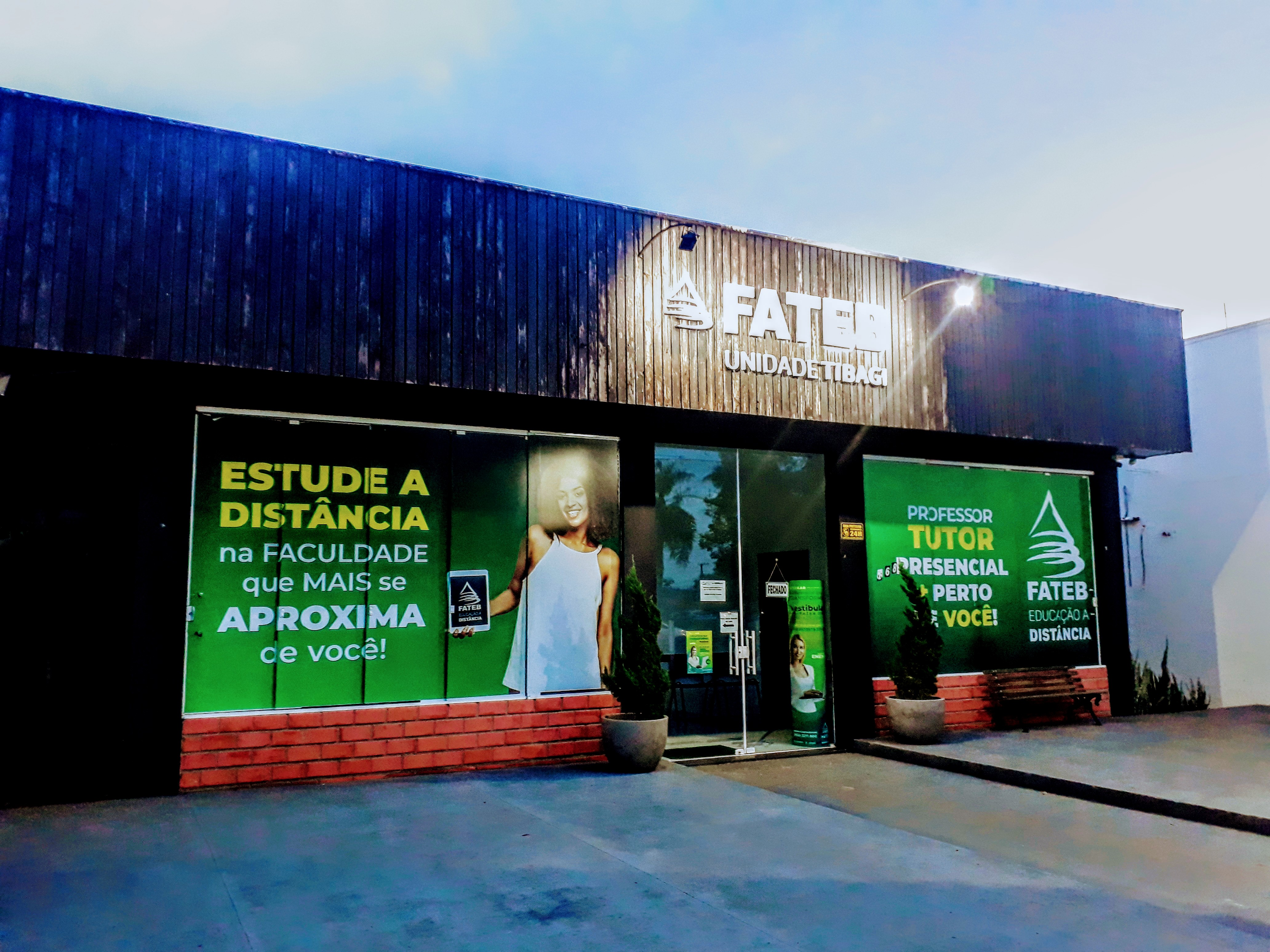
Fateb Unidade de Tibagi.

Na região dos Campos Gerais do Paraná, a UNIFATEB consolidou-se como uma das principais instituições de Ensino. Tendo iniciado suas atividades em 2001, com apenas três cursos de graduação, a instituição já chegou a oferecer nos últimos anos 15 cursos de nível superior, cursos de aperfeiçoamento e um curso de mestrado. Por iniciativa da Fateb, foi criado em 2007 o Colégio Dom Bosco de Telêmaco Borba, oferecendo desde a Educação Infantil, Ensino Fundamental I e II, até o Ensino Médio e cursinho Pré-vestibular.
A partir de 2015 a instituição foi credenciada para oferecer cursos na modalidade a distância (EaD), por meio da Portaria MEC nº 723, de 14 de julho de 2015. Iniciando então uma fase de expansão, criou unidades em outros municípios, como Ortigueira e Tibagi. Atualmente, o Centro Universitário conta com mais de 15 opções de cursos.

## Controvérsias

### Uso de recursos da faculdade de Jandaia do Sul (FAFIJAN) para a criação da FATEB
Antes da criação da faculdade de telêmaco borba, Tim Pontara, na condição de diretor da faculdade de Jandaia do Sul, cargo que ocupou a de 1987 até agosto dia 2001, Realizou o desvio de recursos financeiros e humanos da fundação mantenedora da faculdade local, para a manutenção do Colégio Pointer, de propriedade do diretor e da qual é a FATEB era vinculada, executando despesas não condizentes com as finalidades estatutárias da FAFIJAN, cobrindo gastos pessoais e das instituições privadas ligadas a si e aos seus familiares, realização de sua auto-promoção, ao nomear o ginásio de esportes da instituição com seu próprio nome, além de não cumprir com obrigações fiscais e trabalhistas da FAFIJAN. Pelos atos de improbidade administrativa, Tim Pontara foi condenado ao pagamento de indenização à Faculdade de Jandaia do Sul, além de multa de 3 vezes o valor desviado. 

## Ligações Externas
- Portal Educacional do Estado do Paraná
- Ministério da Educação
- FATEB
- Dom Bosco TB